# Moschea Shah Jahan (Thatta)
La Moschea Shah Jahan (in Urdu: شاہ جہاں مسجد ), chiamata anche Jamia Masjid di Thatta (in Urdu: جامع مسجد ٹھٹہ), è una moschea situata a Thatta, nella provincia pakistana del Sindh. Fu costruita durante il regno dell'imperatore Moghul Shah Jahan, che la donò alla città in segno di gratitudine. Nel 1993 la moschea è stata inserita nella lista provvisoria dei monumenti attesi ad essere candidati come Patrimonio Mondiale dell'Umanità.